# Węglinek (powiat kraśnicki)
Węglinek – wieś w Polsce położona w województwie lubelskim, w powiecie kraśnickim, w gminie Trzydnik Duży.
W latach 1975–1998 miejscowość należała administracyjnie do województwa tarnobrzeskiego.
Wieś stanowi sołectwo gminy Trzydnik Duży.